# Deutscher Sportclub Arminia Bielefeld 1980-1981
Questa voce raccoglie le informazioni riguardanti il Deutscher Sportclub Arminia Bielefeld nelle competizioni ufficiali della stagione 1980-1981.

## Stagione
Nella stagione 1980-1981 l'Arminia Bielefeld, allenato da Hans-Dieter Tippenhauer, Willi Nolting e Horst Franz, concluse il campionato di Bundesliga al 15º posto. In Coppa di Germania l'Arminia Bielefeld fu eliminato al primo turno dal Bayern Monaco.

## Rosa
| N. |                        | Ruolo | Calciatore       |
| -- | ---------------------- | ----- | ---------------- |
|    | Germania (bandiera)    | P     | Wolfgang Kneib   |
|    | Germania (bandiera)    | P     | Friedel Schüller |
|    | Germania (bandiera)    | D     | Eduard Angele    |
|    | Paesi Bassi (bandiera) | D     | Kees Bregman     |
|    | Germania (bandiera)    | D     | Norbert Dronia   |
|    | Germania (bandiera)    | D     | Karlheinz Geils  |
|    | Germania (bandiera)    | D     | Uwe Kliemann     |
|    | Germania (bandiera)    | D     | Heiko Meier      |
|    | Germania (bandiera)    | D     | Detlef Schnier   |
|    | Danimarca (bandiera)   | D     | Jens Steffensen  |
|    | Germania (bandiera)    | C     | Ulrich Büscher   |

| N. |                     | Ruolo | Calciatore             |
| -- | ------------------- | ----- | ---------------------- |
|    | Germania (bandiera) | C     | Norbert Eilenfeldt     |
|    | Germania (bandiera) | C     | Lorenz-Günther Köstner |
|    | Germania (bandiera) | C     | Peter Krobbach         |
|    | Germania (bandiera) | C     | Frank Pagelsdorf       |
|    | Germania (bandiera) | C     | Roland Peitsch         |
|    | Germania (bandiera) | C     | Wolfgang Pohl          |
|    | Germania (bandiera) | C     | Helmut Schröder        |
|    | Germania (bandiera) | A     | Volker Graul           |
|    | Germania (bandiera) | A     | Stefan Kühlhorn        |
|    | Germania (bandiera) | A     | Christian Sackewitz    |
|    | Germania (bandiera) | A     | Gerd-Volker Schock     |

## Organigramma societario
Area tecnica
- Allenatore: Horst Franz
- Allenatore in seconda:
- Preparatore dei portieri:
- Preparatori atletici:

## Calciomercato

### Sessione estiva
| Acquisti | Acquisti        | Acquisti            | Acquisti |
| R.       | Nome            | da                  | Modalità |
| -------- | --------------- | ------------------- | -------- |
| D        | Kees Bregman    | Roda JC             |          |
| D        | Norbert Dronia  | Duisburg            |          |
| D        | Karlheinz Geils | Werder Brema        |          |
| D        | Uwe Kliemann    | Hertha Berlino      |          |
| P        | Wolfgang Kneib  | Borussia M'gladbach |          |
| D        | Jens Steffensen | Uerdingen 05        |          |

| Cessioni | Cessioni          | Cessioni          | Cessioni |
| R.       | Nome              | a                 | Modalità |
| -------- | ----------------- | ----------------- | -------- |
| D        | Hans-Werner Moors | Houston Hurricane |          |
| P        | Uli Stein         | Amburgo           |          |
| C        | Roland Weidle     | Bellinzona        |          |

### Sessione invernale
| Acquisti | Acquisti | Acquisti | Acquisti |
| R.       | Nome     | da       | Modalità |
| -------- | -------- | -------- | -------- |

| Cessioni | Cessioni | Cessioni | Cessioni |
| R.       | Nome     | a        | Modalità |
| -------- | -------- | -------- | -------- |

## Risultati

### Bundesliga

#### Girone di andata
| Arbitro: | Walz |

|                           |           |                                                       |
| Sackewitz 22’ (rig.), 87’ | Marcatori | 21’ Littbarski 53’ Woodcock 60’ Kroth 83’, 90’ Müller |

| Arbitro: | Föckler |

|              |           |  |
| Cha 19’, 29’ | Marcatori |  |

| Arbitro: | Joos |

|                                |           |                                             |
| Schock 22’ Matthäus 51’ (aut.) | Marcatori | 11’ Thychosen 47’ (aut.) Schröder 53’ Bruns |

| Arbitro: | Schmidhuber |

|                       |           |                           |
| Kanders 76’ Ehmke 79’ | Marcatori | 49’ Schock 50’ Eilenfeldt |

| Arbitro: | Horstmann |

|               |           |                        |
| Sackewitz 21’ | Marcatori | 9’ Dremmler 77’ Hoeneß |

| Arbitro: | Eschweiler |

|                                                        |           |  |
| Burgsmüller 25’, 34’, 48’ Abramczik 37’ Eðvaldsson 65’ | Marcatori |  |

| Arbitro: | Stäglich |

|                                    |           |  |
| Pagelsdorf 40’ Eilenfeldt 62’, 63’ | Marcatori |  |

| Arbitro: | Heitmann |

|                 |           |                      |
| Elgert 12’, 53’ | Marcatori | 36’ Geils 73’ Schock |

| Arbitro: | Klauser |

|                     |           |                |
| Groß 37’ Struth 84’ | Marcatori | 28’ Eilenfeldt |

| Arbitro: | Ahlenfelder |

|           |           |            |
| Geils 47’ | Marcatori | 84’ Økland |

| Arbitro: | Gabor |

|                          |           |               |
| Ohlicher 56’ Tüfekçi 81’ | Marcatori | 36’ Sackewitz |

| Arbitro: | Schmoock |

|  |           |                           |
|  | Marcatori | 74’ Hrubesch 77’ Milewski |

| Arbitro: | Niebergall |

|                          |           |            |
| Wohlers 31’ Herberth 87’ | Marcatori | 25’ Schock |

| Arbitro: | Pauly |

|                                 |           |                           |
| Angele 51’ Schock 71’ Geils 89’ | Marcatori | 41’, 75’ Pinkall 68’ Abel |

| Arbitro: | Horeis |

|           |           |                |
| Gores 90’ | Marcatori | 80’ Eilenfeldt |

| Arbitro: | Eschweiler |

|  |           |                               |
|  | Marcatori | 79’ Oberacher 84’ Lieberwirth |

| Arbitro: | Aldinger |

|             |           |                                  |
| Briegel 70’ | Marcatori | 5’ Schock 26’ Pohl 27’ Sackewitz |

#### Girone di ritorno
| Arbitro: | Tritschler |

|            |           |  |
| Müller 38’ | Marcatori |  |

| Arbitro: | Linn |

|            |           |           |
| Schock 76’ | Marcatori | 4’ Nickel |

| Arbitro: | Schmidhuber |

|                                               |           |                     |
| Hannes 38’ Ringels 59’ Nickel 64’ Nielsen 72’ | Marcatori | 37’, 86’ Eilenfeldt |

| Arbitro: | Stäglich |

|                                    |           |              |
| Geils 33’ Schock 64’ Sackewitz 74’ | Marcatori | 35’ Eggeling |

| Arbitro: | Clajus |

|                                                          |           |               |
| Rummenigge 7’ (rig.), 69’ Janzon 8’ Niedermayer 40’, 43’ | Marcatori | 52’ Sackewitz |

| Arbitro: | Heitmann |

|               |           |  |
| Sackewitz 77’ | Marcatori |  |

| Arbitro: | Assenmacher |

|                                 |           |              |
| Schmitz 17’ Seel 39’ Allofs 70’ | Marcatori | 33’ Krobbach |

| Arbitro: | Hennig |

|                |           |  |
| Eilenfeldt 60’ | Marcatori |  |

| Arbitro: | Hontheim |

|                                     |           |             |
| Schock 21’, 57’, 88’ Eilenfeldt 64’ | Marcatori | 70’ Wiesner |

| Arbitro: | Joos |

|                        |           |  |
| Gelsdorf 2’ Økland 68’ | Marcatori |  |

| Arbitro: | Föckler |

|            |           |  |
| Schock 77’ | Marcatori |  |

| Arbitro: | Walz |

|                                                     |           |                |
| Magath 17’ Kaltz 42’ (rig.), 72’ (rig.) Reimann 58’ | Marcatori | 76’ Eilenfeldt |

| Arbitro: | Roth |

|                                        |           |                  |
| Schock 28’ Schröder 88’ Eilenfeldt 90’ | Marcatori | 17’, 77’ Năstase |

| Arbitro: | Aldinger |

|  |           |                     |
|  | Marcatori | 8’ Schock 47’ Geils |

| Arbitro: | Messmer |

|                               |           |           |
| Schock 43’ (rig.), 84’ (rig.) | Marcatori | 24’ Gores |

| Arbitro: | Redelfs |

|                          |           |  |
| Heck 12’ Hintermaier 80’ | Marcatori |  |

| Arbitro: | Horstmann |

|  |           |             |
|  | Marcatori | 71’ Brummer |

### Coppa di Germania
| Arbitro: | Niebergall |

|                    |           |  |
| Rummenigge 7’, 14’ | Marcatori |  |

## Statistiche

### Statistiche di squadra
| Competizione      | Punti | In casa | In casa | In casa | In casa | In casa | In casa | In trasferta | In trasferta | In trasferta | In trasferta | In trasferta | In trasferta | Totale | Totale | Totale | Totale | Totale | Totale | DR  |
| Competizione      | Punti | G       | V       | N       | P       | Gf      | Gs      | G            | V            | N            | P            | Gf           | Gs           | G      | V      | N      | P      | Gf     | Gs     | DR  |
| ----------------- | ----- | ------- | ------- | ------- | ------- | ------- | ------- | ------------ | ------------ | ------------ | ------------ | ------------ | ------------ | ------ | ------ | ------ | ------ | ------ | ------ | --- |
| Bundesliga        | 26    | 17      | 8       | 3       | 6       | 28      | 25      | 17           | 2            | 3            | 12           | 18           | 40           | 34     | 10     | 6      | 18     | 46     | 65     | -19 |
| Coppa di Germania | -     | 0       | 0       | 0       | 0       | 0       | 0       | 1            | 0            | 0            | 1            | 0            | 2            | 1      | 0      | 0      | 1      | 0      | 2      | -2  |
| Totale            | 26    | 17      | 8       | 3       | 6       | 28      | 25      | 18           | 2            | 3            | 13           | 18           | 42           | 35     | 10     | 6      | 19     | 46     | 67     | -21 |

### Andamento in campionato
| Giornata  | 1  | 2  | 3  | 4  | 5  | 6  | 7  | 8  | 9  | 10 | 11 | 12 | 13 | 14 | 15 | 16 | 17 | 18 | 19 | 20 | 21 | 22 | 23 | 24 | 25 | 26 | 27 | 28 | 29 | 30 | 31 | 32 | 33 | 34 |
| --------- | -- | -- | -- | -- | -- | -- | -- | -- | -- | -- | -- | -- | -- | -- | -- | -- | -- | -- | -- | -- | -- | -- | -- | -- | -- | -- | -- | -- | -- | -- | -- | -- | -- | -- |
| Luogo     | C  | T  | C  | T  | C  | T  | C  | T  | T  | C  | T  | C  | T  | C  | T  | C  | T  | T  | C  | T  | C  | T  | C  | T  | C  | C  | T  | C  | T  | C  | T  | C  | T  | C  |
| Risultato | P  | P  | P  | N  | P  | P  | V  | N  | P  | N  | P  | P  | P  | N  | N  | P  | V  | P  | N  | P  | V  | P  | V  | P  | V  | V  | P  | V  | P  | V  | V  | V  | P  | P  |
| Posizione | 16 | 17 | 18 | 18 | 17 | 18 | 17 | 17 | 16 | 18 | 18 | 18 | 18 | 18 | 18 | 18 | 18 | 18 | 18 | 18 | 18 | 18 | 18 | 18 | 18 | 18 | 18 | 18 | 18 | 16 | 16 | 13 | 15 | 15 |

Legenda:

Luogo: C = Casa; T = Trasferta. Risultato: V = Vittoria; N = Pareggio; P = Sconfitta.

### Statistiche dei giocatori
| Giocatore     | Bundesliga | Bundesliga | Bundesliga  | Bundesliga | Coppa di Germania | Coppa di Germania | Coppa di Germania | Coppa di Germania | Totale   | Totale | Totale      | Totale     |
| Giocatore     | Presenze   | Reti       | Ammonizioni | Espulsioni | Presenze          | Reti              | Ammonizioni       | Espulsioni        | Presenze | Reti   | Ammonizioni | Espulsioni |
| ------------- | ---------- | ---------- | ----------- | ---------- | ----------------- | ----------------- | ----------------- | ----------------- | -------- | ------ | ----------- | ---------- |
| E. Angele     | 18         | 1          | 0           | 0          | 1                 | 0                 | 0                 | 0                 | 19       | 1      | 0           | 0          |
| K. Bregman    | 26         | 0          | 6           | 0          | 0                 | 0                 | 0                 | 0                 | 26       | 0      | 6           | 0          |
| U. Büscher    | 12         | 0          | 2           | 0          | 1                 | 0                 | 0                 | 0                 | 13       | 0      | 2           | 0          |
| N. Dronia     | 23         | 0          | 2           | 0          | 0                 | 0                 | 0                 | 0                 | 23       | 0      | 2           | 0          |
| N. Eilenfeldt | 34         | 11         | 1           | 0          | 1                 | 0                 | 0                 | 0                 | 35       | 11     | 1           | 0          |
| K. Geils      | 34         | 5          | 3           | 0          | 1                 | 0                 | 0                 | 0                 | 35       | 5      | 3           | 0          |
| V. Graul      | 19         | 0          | 3           | 0          | 0                 | 0                 | 0                 | 0                 | 19       | 0      | 3           | 0          |
| U. Kliemann   | 0          | 0          | 0           | 0          | 0                 | 0                 | 0                 | 0                 | 0        | 0      | 0           | 0          |
| W. Kneib      | 34         | 0          | 1           | 0          | 1                 | 0                 | 0                 | 0                 | 35       | 0      | 1           | 0          |
| P. Krobbach   | 29         | 1          | 1           | 0          | 1                 | 0                 | 0                 | 0                 | 30       | 1      | 1           | 0          |
| L. Köstner    | 4          | 0          | 0           | 0          | 0                 | 0                 | 0                 | 0                 | 4        | 0      | 0           | 0          |
| S. Kühlhorn   | 1          | 0          | 0           | 0          | 0                 | 0                 | 0                 | 0                 | 1        | 0      | 0           | 0          |
| H. Meier      | 1          | 0          | 0           | 0          | 0                 | 0                 | 0                 | 0                 | 1        | 0      | 0           | 0          |
| F. Pagelsdorf | 20         | 1          | 1           | 0          | 1                 | 0                 | 0                 | 0                 | 21       | 1      | 1           | 0          |
| R. Peitsch    | 11         | 0          | 0           | 0          | 1                 | 0                 | 0                 | 0                 | 12       | 0      | 0           | 0          |
| W. Pohl       | 30         | 1          | 2           | 0          | 1                 | 0                 | 0                 | 0                 | 31       | 1      | 2           | 0          |
| C. Sackewitz  | 32         | 8          | 6           | 0          | 1                 | 0                 | 0                 | 0                 | 33       | 8      | 6           | 0          |
| D. Schnier    | 20         | 0          | 2           | 0          | 0                 | 0                 | 0                 | 0                 | 20       | 0      | 2           | 0          |
| G. Schock     | 32         | 16         | 4           | 0          | 1                 | 0                 | 0                 | 0                 | 33       | 16     | 4           | 0          |
| H. Schröder   | 32         | 1          | 3           | 1          | 0                 | 0                 | 0                 | 0                 | 32       | 1      | 3           | 1          |
| F. Schüller   | 0          | 0          | 0           | 0          | 0                 | 0                 | 0                 | 0                 | 0        | 0      | 0           | 0          |
| J. Steffensen | 16         | 0          | 2           | 0          | 1                 | 0                 | 0                 | 0                 | 17       | 0      | 2           | 0          |